# Parnassius bremeri
Espèce
Parnassius bremeri est une espèce d'insectes lépidoptères de la famille des Papilionidae, de la sous-famille des Parnassiinae et du genre Parnassius. 

## Dénomination
Parnassius bremeri a été décrit par Otto Bremer en 1864.

## Liste des sous-espèces

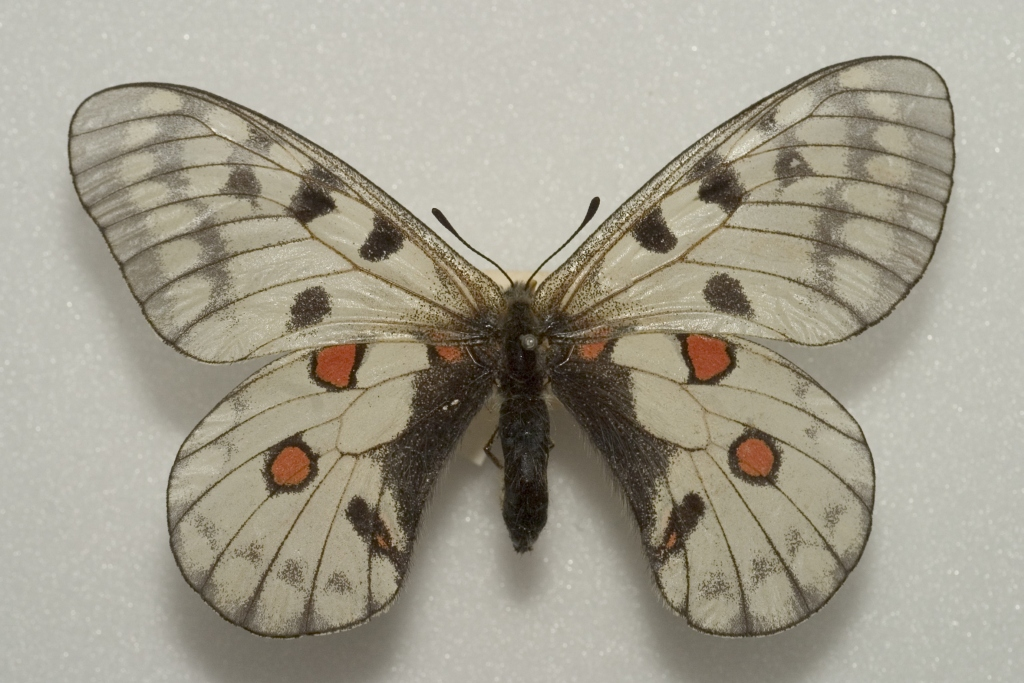
Parnassius bremeri femelle

- Parnassius bremeri amgunensis Sheljuzhko, 1928
- Parnassius bremeri conjunctus Staudinger, 1901
- Parnassius bremeri nipponus Kreuzberg, 1992
- Parnassius bremeri orotschonicus O. Bang-Haas, 1927[1].

## Description
Parnassius bremeri est un papillon au corps couvert de longs poils gris argent, d'une envergure d'environ 50 mm, aux ailes blanches veinées de gris et marquées de noir au bord costal des ailes antérieures, avec aux ailes postérieures des ocelles plus ou moins largement pupillés de rouge.

### Chenille
La chenille est marron foncé avec des lignes de points jaunes sur les côtés du dos.

## Biologie
Parnassius bremeri vole en mai et juin.

### Plantes hôtes
Les plantes hôtes sont des Sedum, Sedum aizoon, Sedum ishida, Sedum quadrifolium,  Sedum ussuriensis et Orostachys malacophylla.

## Écologie et distribution
Parnassius bremeri est présent en Sibérie dans la région du lac Baïkal Kirghizstan, dans le nord-est de la Chine et en Corée.

### Biotope
Parnassius bremeri réside dans la steppe et dans les forêts jusqu'à 1 500 m.

### Protection
Pas de statut de protection particulier.